# Erik Abrahamsson (idrottare)
Erik Adolf Efraim "Erik Aber" Abrahamsson, född 28 januari 1898 i Södertälje, död 19 maj 1965 i Södertälje, var en svensk friidrottare, bandy- och ishockeyspelare.
Han spelade bandy för Södertälje SK med start 1914. Han började spela ishockey 1921, bland annat spelade han för AIK och IFK Stockholm och i Sveriges herrlandslag i ishockey. Han vann EM i ishockey 1921. Tillsammans med sin bror Carl "Calle Aber" Abrahamsson övertalade de 1925 Södertälje SK:s styrelse att ta med ishockey i föreningen. Samma år spelade Södertälje SK final och blev svenska mästare. 
Han blev bronsmedaljör i längdhopp, vid de Olympiska sommarspelen 1920, bakom bland annat svensken William Pettersson som vann guld. Han vann SM i friidrott i längdhopp mellan åren 1921 och 1923. Han blev Stor grabb i friidrott nummer 46.
Erik Abrahamsson blev senare sekreterare och kassör i kamratföreningen De Stora Grabbarna för friidrottare mellan åren 1942 och 1945.

## Meriter
- OS-brons i friidrott - längdhopp 1920
- SM-guld i friidrott - längdhopp 1921, 1922, 1923
- EM-guld i ishockey 1921
- SM-guld i ishockey 1925